# Bryum gynostomoides
Bryum gynostomoides là một loài rêu trong họ Bryaceae. Loài này được P. Beauv. mô tả khoa học đầu tiên năm 1805.